# Ubi panis ibi patria
Ubi panis ibi patria és una expressió en llatí "On hi ha pa, hi ha (el meu) país" (o casa, o pàtria). Segons J. Hector St. John de Crèvecœur a "What is an American", la tercera de les seves cartes al llibre Letters from an American Farmer, aquesta expressió és la motivació de tots els immigrants/emigrants. No queda clar en el redactat si l'origen de la frase és el propi Crèvecœur o prové d'algú altre.
En qualsevol cas, és una reminiscència en la seva forma d'una altra expressió de motivació que hauria servit de model, Ubi bene ibi patria ("pàtria és on (la vida) és bona"; lit. on allò bo, la pàtria). Aquesta última expressió en concret recorda el vers (Teucer, fr. 291) del poeta tràgic romà Marcus Pacuvius (ca. 220–130 BCE) citat per Cicero (106 BC–43 BCE): Patria est ubicumque est bene (45 BCE, Tusculanae Disputationes V, 108). Jean-Jacques Rousseau també al·ludeix a aquesta expressió de motivació a les seves "Consideracions sobre el Govern de Polònia i la seva Proposta de Reforma" de l'any 1772.